# 마디풀아과
마디풀아과(---亞科, 학명: Polygonoideae 폴리고노이데아이[*])는 마디풀과의 아과이다. 여기에는 호장근과 하수오, 왕호장근과의 잡종, R. × bohemica와 같이 생태계 교란식물이 될 수 있는 여러 식물이 포함된다. 아과에 속하는 속과 그 관계 사이의 경계는 오랫동안 문제가 되어 왔지만, 일련의 분자 계통발생학적 연구를 통해 그 중 일부가 명확해져서 아과를 7개로 나누었다.

## 하위 분류
- Oxygoneae
  - Oxygonum
- 여뀌족 (Persicarieae)
  - 싱아아족 (Koenigiinae)
    - 범꼬리속 (Bistorta)
    - 싱아속 (Koenigia)

  - 여뀌아족 (Persicariinae)
    - Cephalophilon
    - 여뀌속 (Persicaria) - Peutalis 포함
- 메밀족 (Fagopyreae)
  - Eskemukerjea
  - 메밀속 (Fagopyrum)
- Pteroxygoneae
  - Pteroxygonum
- Calligoneae
  - Calligonum
  - Pteropyrum
- 소리쟁이족 (Rumiceae)
  - Emex
  - 나도수영속 (Oxyria)
  - 대황속 (Rheum)
  - 소리쟁이속 (Rumex)
- 마디풀족 (Polygoneae)
  - 시베리아여뀌속 (Knorringia)
  - 마디풀아족 (Polygoninae)
    - Atraphaxis
    - Duma
    - 마디풀속 (Polygonum)

  - 호장근아족 (Reynoutriinae)
    - 닭의덩굴속 (Fallopia)
    - Muehlenbeckia
    - 호장근속 (Reynoutria)

  - 아족 미분류
    - Bactria
    - Harpagocarpus